# Gouania ulei
Gouania ulei är en brakvedsväxtart som beskrevs av Pilger. Gouania ulei ingår i släktet Gouania och familjen brakvedsväxter. Inga underarter finns listade i Catalogue of Life.